# Ахирам
Ахирам (финик. 𐤀𐤇𐤓𐤌), примерно 1000 до н. э. — финикийский царь Библа. Его преемником был его сын Итобаал.
Саркофаг Ахирама был обнаружен в 1923 году французским египтологом Пьером Монте в городе Гебал, историческом Библе. Является одним из важнейших памятников раннего железного века в Финикии. Основная сцена барельефа изображает царя, сидящего на троне с вырезанными крылатыми сфинксами. Жрица подаёт ему цветок лотоса. Надпись на саркофаге является наиболее ранней из образцов финикийской письменности:
Перевод надписи:

«Гробница, которую Иттобал, сын Ахирама, царя Библа, сделал для Ахирама, его отца, когда он поместил его в 'дом вечности'. И если какой-нибудь царь среди царей или какой-нибудь правитель среди правителей или какой-нибудь военачальник среди военачальников нападёт на Библ и откроет гробницу, пусть его властный скипетр сломается, пусть трон его царства опрокинется, пусть мир покинет Библ! Что же до него самого, если он разрушит эту надпись, то …»

Отмечается, что Иттобал в надписи не привёл имя отца Ахирама, как это было принято. Возможно, потому, что отец Ахирама не был царём, а он сам пришёл к власти после переворота.